# Gravity Field and Steady-State Ocean Circulation Explorer

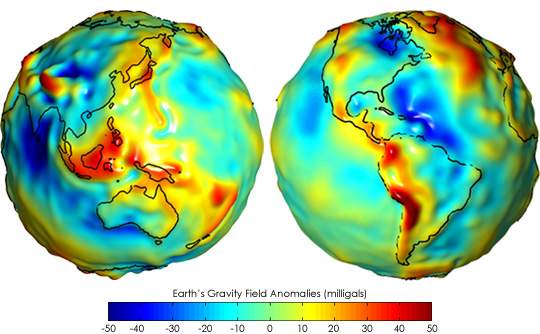
Zwaartekrachtveld van de aarde (afwijkingen zijn sterk overdreven)

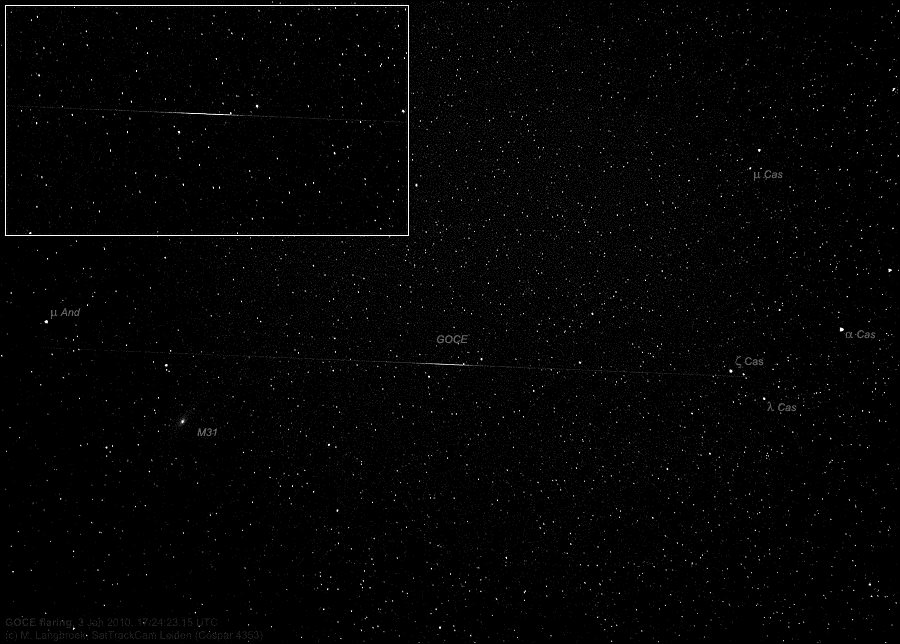
GOCE (09-013A) vlamt kortstondig op tot magnitude +2 op deze opname, doordat het 67.5 graden zonne-paneel kortstondig zonlicht naar de waarnemer spiegelt. Deze foto werd genomen door Marco Langbroek (Leiden), de opvlamming gebeurde om 18:24:23.15 MET (3 Jan 2010)

Gravity Field and Steady-State Ocean Circulation Explorer (GOCE) is een wetenschappelijke aardobservatiesatelliet ontwikkeld door ESA. GOCE werd op 17 maart 2009 gelanceerd vanop Kosmodroom Plesetsk met een Rokot-draagraket. De satelliet, met een gewicht van 1200 kg, werd in een lage baan geplaatst van ongeveer 280 km hoogte.

## Missie
GOCE moest gedurende 24 maanden driedimensionale gegevens over het zwaartekrachtveld van de aarde verzamelen om zo de meest nauwkeurige kaart van het zwaartekrachtveld van de aarde en de precieze vorm van de geoïde op te stellen. 

## Instrumenten
De satelliet had een Electrostatic Gravity Gradiometer aan boord, die zes zeer gevoelige accelerometers bevatte, die twee aan twee 50 cm van elkaar op drie loodrecht op elkaar staande assen waren gemonteerd. Het instrument monitoorde niet de zwaartekracht zelf maar wel de minieme verschillen in zwaartekracht tussen de accelerometers.
Het instrument kon de hoogte van de geoïde met een nauwkeurigheid van 1 tot 2 cm bepalen en afwijkingen in het zwaartekrachtveld van 0,001 Gal. De ruimtelijke resolutie was ongeveer 100 km, dit was veel kleiner dan met vorige missies bereikt werd. Dergelijke nauwkeurig bepaalde geoïde moest als referentie dienen voor nauwkeurige hoogtebepalingen op de aarde, voor de studie van de oceaanstromingen, veranderingen in de poolkappen en het peil van de oceanen, tektonische bewegingen.

## Living Planet Programme
GOCE was de eerste Earth Explorer Core Mission van ESA’s Living Planet Programme, dat in 1999 opgestart werd. De twee volgende Core Missions van dit programma zijn:
- ADM-Aeolus voor de studie van de bewegingen in de atmosfeer (2018 - 2023)
- EarthCARE voor de studie van de stralingsbalans van de aarde (lancering gepland voor 2024).

## Einde missie
Op 11 november 2013 is het merendeel van de brandstofloze satelliet in de dampkring verbrand. Restanten van de satelliet bereikten het aardoppervlak boven de meest zuidelijke regio van de Zuid-Atlantische Oceaan nabij de Falklandeilanden.